# Companhia Energética de São Paulo
Companhia Energética de São Paulo (CESP) est une compagnie d’électricité brésilienne basée à São Paulo. Elle est la troisième plus grosse productrice d’électricité du Brésil avec six centrales hydroélectriques.

## Principaux concurrents
CESP fait partie des principales entreprises du secteur brésilien de l'électricité, parmi lesquelles:
- Eletrobras
- CEMIG
- CPFL Energia
- Tractebel Energia
- Copel
- AES Tiete